# Tibério Cláudio Máximo
Tibério Cláudio Máximo (em latim: Tiberius Claudius Maximus; c. 65–depois de 117) foi um oficial da cavalaria romana que serviu em diversos postos nas legiões e unidades auxiliares durante o reinado dos imperadores Domiciano e Trajano entre 85 e 117. Ele é lembrado principalmente por ter presenteado Trajano com a cabeça do rei dácio Decébalo, que se suicidou depois de ter sido cercado pela cavalaria no final das Guerras Dácias em 106.

## Origem

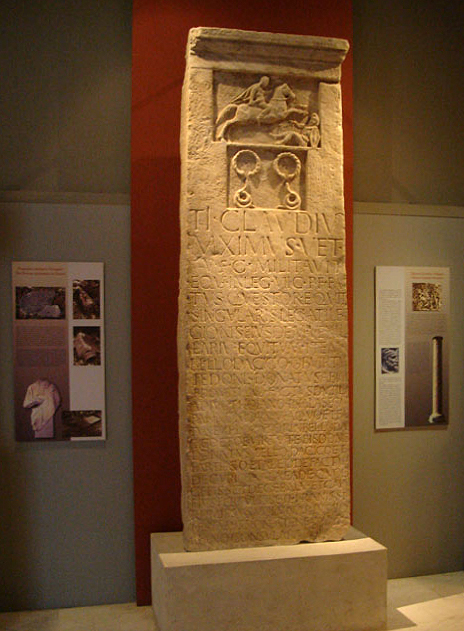
Estela funerária de Tibério Máximo em Drama, na Grécia, mostrando uma de suas famosas representações e os dois torcs recebidos como prêmio por bravura por ele.

Se localização deste memorial indicar sua cidade natal (como era muitas vezes o caso dos veteranos), Máximo nasceu em "Colônia Júlia Augusta Filipense" (em latim: Colonia Iulia Augusta Philippensis), uma colônia de veteranos militares fundada originalmente 42 a.C. (moderna Filipos, Grécia) e muito ampliada por Augusto (r. 30 a.C.–14 d.C.). Nasceu cidadão romano, como é evidente pelo seu nome e seu alistamento inicial numa legião romana, o que requeria cidadania (naquela época, apenas entre 10 e 20% dos habitantes do Império Romano eram cidadãos). É, por isso, possível que Máximo seja um descendente de um veterano italiano assentado em Filipos por Augusto. É provável que ele tenha nascido por volta de 65 d.C..

## Primeiros anos
Máximo se juntou ao exército no máximo em 85. e serviu como cavaleiro (eques) no contingente de cavalaria da VII Claudia (que tinha apenas 120 membros), sediada em Viminácio, na Mésia desde pelo menos 86. Ele alega ter detido três altas posições neste mesmo contingente, embora não seja claro se todos eles eram posições militares formais ou simplesmente papéis que ele realizava:
- Quaestor equitum[3], provavelmente o tesoureiro da unidade de cavalaria[4]. Este posto só é atestado nesta inscrição, mas há um "curador do fisco" (fisci curator) na cavalaria pretoriana[5].
- Singularis legati legionis[3] (membro da guarda pessoal de cavalaria do comandante da legião): presumivelmente um destacamento da sua unidade, provavelmente uma das quatro turmas do contingente. É incerto se esta turma em particular realizava a função (o que daria aos seus membros um status especial) ou se as turmas simplesmente se revezavam cuidando do general, o que não configuraria um posto formal.
- Vexillarius (porta-estandarte)[3]. Esta é a única das três posições que certamente era um posto militar, um oficial júnior. Em termos de pagamento, um vexillarius da infantaria legionária era provavelmente um "sesquiplicário" ("pagamento de um homem e meio"), ou seja, tinha a direito a um pagamento 50% maior que um legionário comum[6].

Máximo lutou na Guerra Dácia do imperador Domiciano (r. 81–96) entre 86 e 88 e, por isso, é provável que ele estivesse presente na Primeira Batalha de Tapas (86) e na Segunda Batalha de Tapas (88). Como informa o memorial, foi condecorado por bravura pelo imperador.

## Conquista romana da Dácia (101–106)
Máximo serviu também nas Guerras Dácias (101–102 e 105–106) e foi provavelmente durante estas campanhas que Máximo foi promovido por Trajano e conseguiu deixar a cavalaria legionária, cujo papel estava restrito às comunicações e tarefas de escolta, para uma Ala, a cavalaria de combate de elite das unidades auxiliares. Segundo o próprio Máximo, ele foi um "duplicário" ("pagamento dobrado"), um oficial júnior na Ala II Pannoniorum, uma promoção que resultou num bom aumento para Máximo.
Em 106, já no estágio final da campanha, Máximo, servindo como "explorador" (uma unidade de reconhecimento), foi envolvido na perseguição ao derrotado rei dácio Decébalo, que estava foragido e acompanhado apenas por sua guarda pessoal de nobres dácios (o resto da nobreza dácia havia se rendido a Trajano). Aparentemente Máximo e seus homens conseguiram cercá-lo numa região montanhosa. Porém, antes que Máximo pudesse prendê-lo, Decébalo se matou cortando sua própria garganta, um incidente retratado na Coluna de Trajano, em Roma. Máximo cortou-lhe a cabeça e presenteou-a ao imperador Trajano, que estava em sua base de campanha em Ranisstorum. Como recompensa, Trajano condecorou Máximo e o promoveu a decurião (líder de uma turma), o equivalente ao centurião da infantaria na cavalaria.

## Campanha parta de Trajano (114–6)
Máximo serviu em seguida na campanha parta de Trajano (114–116) e foi novamente condecorado por valor pelo imperador. Maximo se auto-proclama um "voluntário" nesta guerra, provavelmente por ter encerrado seu termo de serviço (25 anos nas unidades auxiliares) por volta de 110.

## Aposentadoria
Máximo finalmente conseguiu sua dispensa com honras (em latim: honesta missio) em 116-7 com Décimo Terêncio Escauriano, um dos principais generais de Trajano e comandante das forças romanas na recém-estabelecida (e logo abandonada) província da Mesopotâmia Nova.
Morreu em algum momento depois de 117, depois de planejar, em vida, seu próprio memorial, que foi encontrado em Filipos (e está hoje num museu em Drama).

## Morte de Decébalo
Há duas representações artísticas do incidente que tornou Máximo famoso, a perseguição e o suicídio do rei Decébalo.
A primeira é um baixo relevo acima do epitáfio no memorial de Máximo, onde ele aparece, a cavalo, armado com sua espada e escudo, aproximando-se de Decébalo, que está com um barrete frígio, o chapéu tradicional dos nobres dácios. Decébalo está deitado de costas, segurando uma espada curva dácia (conhecida pelos romanos como "falx", literalmente "foice"). Esta imagem parece estilizada para refletir o estereótipo do herói trácio (normalmente mostrando um cavaleiro espetando um animal ou um humano no chão com uma lança, embora, neste caso, Máximo esteja usando uma espada). O cenário é uma região arborizada e montanhosa.
A segunda, muito mais detalhada e menos estilizada (provavelmente mais acurada) está na Coluna de Trajano (Espiral 22, painel B), que deve ser avaliada em conjunto com os dois painéis anteriores, que mostram os eventos que levaram à morte de Decébalo:
- No primeiro, a cavalaria romana aparece perseguindo Decébalo e sua guarda pessoal montada, todos com o barrete frígio. Três dos cavaleiros romanos aparecem vestindo mantos e, segundo os estereótipos das unidades representadas na Coluna, são provavelmente membros da guarda pessoal do próprio Trajano, os equites singulares Augusti, o braço de cavalaria da Guarda Pretoriana, cuja maioria dos membros acompanhou o imperador de Roma até a Dácia. O resto dos cavaleiros não usam mantos e revelam suas armaduras de cota de malha, presumivelmente o regimento do próprio Máximo, a Ala II Pannoniorum, o que indica que a perseguição foi deixada a cargo de um grupo misto de cavaleiros de elite pretorianos e os cavaleiros da ala.
- O segundo painel mostra a cavalaria romana alcançando e interceptando os cavaleiros de Decébalo (e, possivelmente, o próprio). As armas dos cavaleiros romanos (lanças e espadas) desapareceram por causa da erosão da escultura. A sequência de eventos mostra que os guarda-costas de Decébalo foram destruídos (um deles aparece sob os casos dos cavalos romanos na frente, à direita).
- Segundo o terceiro painel, depois que o último dos guarda-costas foi morto (à esquerda, na frente), o rei escapou sozinho para um local rochoso, onde foi aparentemente alcançado por um cavaleiro romano desmontado e que estava levando seu cavalo pelas rédeas, provavelmente por causa do terreno (à direita, na frente). Este cavaleiro pode representar Máximo, dado sua função de líder dos "exploradores". Uma teoria alternativa, apoiada por Speidel, é que o cavaleiro montado mais próximo de Decébalo é que seria Máximo, pois é esta figura que foi depois replicada no memorial do próprio Máximo[10].

Muito provavelmente, os cavaleiros estavam sob ordens de capturar Decébalo vivo, se possível, para que ele fosse a atração principal do futuro triunfo em Roma para celebrar a vitória dácia de Trajano. A cabeça de Decébalo foi depois atirada do alto das Escadas Gemônias para apodrecer.
Por conta destas imagens, já foi sugerido por alguns estudiosos que Decébalo ainda estaria vivo (embora mortalmente ferido) quando foi capturado pelos romanos. O próprio Máximo alega tê-lo "capturado". Mas uma passagem na "História Romana", de Dião Cássio, esclarece que ele já estava morto: "Decébalo, estando sua capital destruída, todo o seu território ocupado e perigando ser capturado, se matou. Sua cabeça foi levada para Roma".